# Maxime Thiercy
Maxime Thiercy (* 24. September 1994 in Nancy) ist ein französischer Volleyball- und Beachvolleyballspieler. Er gewann drei Mal in Folge die französische Meisterschaft im Sand.

## Karriere

### Karriere Halle
Der Außenangreifer begann mit dem Volleyballspiel in Pont-à-Mousson. In der Saison 2011/12 stand er für Nancy Volley Maxéville-Jarville auf dem Spielfeld und erreichte mit dem B-Ligisten das Achtelfinale im französischen Pokal. In den folgenden Spielzeiten war er bei CO Villers-lès-Nancy in der dritten Liga seines Heimatlandes ohne nennenswerte Resultate aktiv. 2021/22 spielte er für SA Spinalien. In der aktuellen Saison (Stand 15. Januar 2024) ist er Kapitän des Maizières Athlétic Clubs in der Nationale 2.

### Karriere Beach
Gemeinsam mit Alexis Gras nahm Maxime Thiercy 2013 an den U21-Weltmeisterschaften teil. Im gleichen Jahr erreichte er mit Romain Di Giantommaso das Achtelfinale bei der U22-EM. 2014 und 2015 gelangen den Franzosen ihre größten Erfolge im Juniorenbereich. Bei der Weltmeisterschaft der unter Einundzwanzigjährigen wurden sie mit Bronze belohnt, bei der U22-EM standen sie im Finale. Nicht ganz so gut lief es für die beiden auf der FIVB World Tour. Das Überstehen der Qualifikation beim Grand Slam in Long Beach 2016 sowie das Erreichen der Runde der letzten Sechzehn beim Drei-Sterne-Event auf Kish Island eine Saison später waren die besten Resultate. Umso erfolgreicher war das Duo bei den französischen Meisterschaften. Sowohl 2015 als auch 2016 und 2017 standen sie auf der obersten Stufe des Podests. Bei der Beachvolleyball-Europameisterschaft 2017 in Jūrmala erreichten Di Giantommaso/Thiercy das Achtelfinale, in dem sie gegen die Norweger Mol/Sørum ausschieden.
Ab Oktober 2017 standen Arnaud Gauthier-Rat und Maxime Thiercy auf der gleichen Seite des Spielfelds im Sand. Beste Ergebnisse waren während der gemeinsamen Zeit ein Viertelfinale beim Zwei-Sterne-Event in Sydney sowie die Runden der besten sechzehn Teams beim Vier-Sterne-Turnier von Den Haag und den Drei-Sterne-Veranstaltungen in Kish Island, Luzern und Tokio. 2020 trat der in Nancy geborene Sportler noch einmal mit seinem ehemaligen Partner Di Giantommaso bei den französischen Titelkämpfen an. Das Resultat war ein achter Platz. 2023 wurden Thiercy und Timothée Platre Fünfte beim Wettbewerb der French Tour in Dijon.